# Pierre Vilar (critique littéraire)
Pour les articles homonymes, voir Pierre Vilar.
Pierre Vilar est un critique littéraire et universitaire français né en 1965.

## Biographie
Ancien élève de l'École normale supérieure, docteur en lettres (1995), il a enseigné la littérature française à l'Université Sorbonne Nouvelle - Paris 3 puis à l'Université Paris Diderot ; il enseigne actuellement la littérature des XIXe et XXe siècles à Bayonne (Université de Pau et des Pays de l'Adour).
Après avoir travaillé sur Henri Michaux et Michel Leiris, auquel il a consacré sa thèse (Michel Leiris : vestiges des images et prestige de la peinture) et dont il a participé à éditer La Règle du jeu dans la Bibliothèque de la Pléiade en 2003, il a consacré ses travaux aux surréalistes belges, à l'œuvre de Georges Henein, à des romanciers français souvent méconnus du XXe siècle, et à certains aspects de la poésie contemporaine, notamment l'œuvre de Claude Esteban, de Jean-Louis Giovannoni, Eugène Guillevic et celle d'Aimé Césaire. Ses recherches portent par ailleurs sur les rapports entre poésie, critique et peinture depuis les années 1930.
Il est le petit-fils de l'historien et hispaniste Pierre Vilar.

## Ouvrages
- "Les Armes miraculeuses" d'Aimé Césaire, Genève, ACEL/Éditions Zoé, coll. « Le Cippe », 2008.

### Directions d'ouvrages
- Avec Jean-Louis Giovannoni, L'Expérience Guillevic, Deyrolle / Opales, 1994
- Attentions à Michaux, Paris, Devillez, 1995.
- L'Espace, l'Inachevé. Cahier Claude Esteban, Tours, Farrago, 2003.
- Œuvres de Georges Henein, Paris, Denoël, 2006.
- Avec Françoise Nicol et Guénaël Boutouillet, Conversations avec Henri Michaux, Nantes, éd. Cécile Defaut, 2008.
- Écrits sur l'art de Michel Leiris, Paris, CNRS Éditions, 2011.
- Avec Christophe Bident (dir.), Maurice Blanchot, récits critiques, Tours/Paris, Farrago-Léo Scheer, 2003 (Actes du colloque, Paris, Université Paris 3 et Université Paris 7, 26 mars 2003 : « La place de l’oeuvre de M. Blanchot dans les arts, en France et à l’étranger ». Avec quelques textes inédits de Maurice Blanchot).